# Иран и Индия в древнегреческой мифологии

## Иран

### Боги
См. также Древнеиранская религия в античных источниках
- Анадат. Персидское божество[1].
- Анаитида (у персов Ардвисура Анахита, у армян Анахит или Анаит). Персидское божество[2]. Её культ существовал у армян[3]. Святилище в Зеле[4]. Её статуи в Вавилоне, Сузах и Экбатанах воздвиг Артаксеркс (сын Дария, отец Оха)[5]. В её храме стояла статуя из цельного золота[6].
- Ариманий. (Ариман). Персидское божество, согласно Зороастру[7]. Отождествлялся с Аидом[8].
- Горомаз. См. Ормузд.
- Митра.
- Оман. Персидское божество[9].
- Эна. Богиня, её храм в Экбатанах[10]. Она же Анаитида.

### Герои
- Ахемен. Сын Персея, по его имени персы называются Ахеменидами[11].
- Галкионей. Бактриец. Убил Дорила, убит Персеем[12].
- Евринома. Жена Орхама, мать Левкофеи[13]. Возможно, тождественна океаниде.
- Зороастр. Сын Ормузда, изобрел магию[14].
- Зороастр. Бактрийский царь, изобрел искусство магии, изучал астрологию. Побежден и убит царем Нином[15].
- Клития.
- Левкофея (дочь Орхама).
- Мед (мифология).
- Орхам[16]. Из рода Бела, повелитель Ахемении. Потомок Бела в 7 колене. Жена Евринома, дочь Левкофея[17]. Orchamus[англ.]
- Перс (сын Персея).
- Перс. Брат Мемнона, союзник Трои[18].
- Ронак. Мед, вместе с Севфом изобрел сирингу[19].
- Севф. Мед, вместе с Ронаком изобрел сирингу[19].
- Эрифра.

А также:
- Мед. Царь персов, дед Кира[20].

Топонимы и этнонимы:
- Арии. Народ в Персии[21].
- Медия (Мидия). Страна[22].
- Мемнония. Царский дворец в Сусах, отчего они назывались «Мемнонов град»[23].

## Индия в греческой мифологии
Вопросы отождествления упоминаемых греками богов с персонажами индуистского пантеона весьма спорны.

### Боги
- Геракл индийский. Родился в Индии, имел множество сыновей и одну дочь[24]. Осаждал Аорн[25]. Потомки его воинов — сибы[26].
- Гидасп. Речной бог. Сын Тавманта и Ириды[27]. отец Дериадея[28].
- Дионис индийский (древнейший из трех)[29]. Правил Индией 52 года и умер от старости[30]. От него народ сидраков (Страбон). От Диониса до Александра 153 царя за 6451 год[31].
- Инд. Сын Океана и Тефии[32]. Либо сын Геи, предок индов, союзник титанов[33].
- Сороадей. Индусское божество[34].

### Герои
- Агрий. (Аграйос.) Индийский полководец, сын Евлая[35].
- Арет. Вождь индов, отец пяти сыновей[36].
- Аспет. Вождь уатокойтов (Индия)[37].
- Астраэнт. Вождь индов[38].
- Астрей (сын Бронга). Один из индийских полководцев[39].
- Астрида. Дочь Гелия, жена Гидаспа, мать Дериадея[40].
- Атис. (Athis) Индиец, сын Лимнеи, дочери Ганга. 16 лет. Возлюбленный Ликабанта. Убит Персеем[41].
- Биллей. Индийский полководец[42].
- Блемис. Полководец индов, побежденный Дионисом[43]. От него название блемиев.
- Бронг. Один из индов, отец Астрея и Киллара[39].
- Габрофой. (Хабротоос.) Индийский воин. Изменник из окружения Дериадея[44].
- Ганг. Отец Лимнеи[45].
- Ганг. Царь эфиопов, сын реки Ганга, основал 60 городов. В него переселилась душа Ахилла[46].
- Гинглон. Полководец арахотов в армии индов[47].
- Гиппалм. Полководец арахотов[48].
- Гиппалм. Отец инда Пилета[49].
- Гиппур. Полководец уатокойтов[50].
- Гиссак. (Хиссакос.) Слуга Моррея[51].
- Главк. Сын Арета, индийский воин[52].
- Даникл. Полководец уатокойтов в войске индов[37].
- Дериадей. Сын Гидаспа, владыка индов[53]. Убит Дионисом[54].
- Дорикл. Индийский воин[55].
- Евлай. (Эвлай.) Индиец, отец Флогия и Агрия[56].
- Инд. Царь Инд в Скифии первым нашёл серебро, которое Эрихтоний первым принес в Афины[57].
- Келеней. Полководец в стане индов[58].
- Кето. Наяда, возлюбленная Гелиоса, мать Астриды[59].
- Киллар. Индийский владыка, сын Бронга[39].
- Киллар. Индийский полководец, сын Логаса. Убит Мелиссеем[60].
- Коллет. (Коллетес.) Исполин в войске индов[61]. Убит Харопеей[62].
- Коримбас. (Коримбасос.) Вождь эфиопов в войске индов[63].
- Лаобия. Жена индийца Арета, мать пяти сыновей[64].
- Лиг. Индийский воин. Убит Дионисом[65].
- Лик (сын Арета). Индийский воин[52].
- Лимнея. Дочь Ганга, мать Афиса[45].
- Логас. Отец инда Киллара[66].
- Марафон. (Маратон.) Отец инда Пелета[67].
- Меланей. Один из индов, сын Арета, немой[68]. Ранен Паном[69].
- Меланион. Индийский воин, убивал вакханок из лука. Убит Дионисом[70].
- Меланфий. Инд, полководец Диониса, сын Эноны[71].
- Мирран. Царь индов, наказанный Дионисом[72].
- Мирс. Сын Арета, индийский воин[52].
- Модей. Индийский герой и полководец. Его облик принимает Арей[73]. Становится царем индом после гибели Дериадея[74].
- Моррей. Сын Тиднаса[75], муж Хейробии. Индийский полководец[76], вождь уатокойтов[50]. Влюблен в Халкомеду[77].
- Оронт. Когда в реке Оронт был найден гроб в 11 локтей длины и в нём труп соответствующих размеров, Аполлон Кларосский разъяснил, что это Оронт и родом он индиец[78]. Индийский полководец[79]. Побежден Дионисом, похоронен нимфами у Дафны[80].
- Орсибоя. Царица индов, жена Дериадея[81]. Воительница[82].
- Палтанор. Полководец индов, вождь забиев[83].
- Пандея. Дочь Геракла, из Индии. Он разделил её подданных на 365 деревень[84]. См. Пандия. См. Солин 52, 15.
- Певкетий. Индийский воин. Сражался с Галимедом[85].
- Пелет. (Пелойтес.) Полководец индов, сын Маратона, восседает на слоне[86].
- Перифант. Сын Арета, индийский воин[87].
- Пилет. (Пилойтес.) Индийский вождь, сын Гиппалма[49].
- Протонооя. Дочь Дериадея[88], жена Оронта[89]. Воительница[90]. Оплакивает отца[91].
- Ригбас. Полководец индов[92].
- Стабробат. Индийский царь, с которым воевала Семирамида[93]. Инды одержали победу, был заключен мир[94].
- Тарбел. Инд, отец Тиамиса и Холкаса[95].
- Тектаф. Предводитель болингов (Индия), отец Ээрии[96]. Убит Евримедонтом[97].
- Тиамис. Сын Тарбела, индийский полководец[95].
- Тиднас. Отец индов Моррея и Оронта[75].
- Тирей. Полководец арахотов в армии индов[47].
- Турей. Индийский полководец и воин[98]. От горечи поражения покончил с собой[99], но в дальнейшем оказывается живым[100]. Сражался с Ленеем[101].
- Флогий. Индийский полководец, сын Евлая[35]. Пытается убить Галимеда[102]. Сражался с Мароном[101]. Лучник[103].
- Флогий. Индийский воин. Убит Дексиохом[104].
- Фринг. (Фрингос.) Полководец уатокойтов[37]. Ранен Дионисом, убит Мелиссеем[105].
- Хиробия. (Хейробия). Дочь Дериадея[106], жена Моррея[107]. Воительница[108].
- Холкас. Полководец индов, сын Тарбела[109].
- Эгретий. Индийский воин. Дионис сражается с ним[110].
- Энона. Вакханка[111]. Мать Меланфия[112].
- Эрембей. Вождь индов. Убил Гелику, но погиб[113].
- Ээрия. Из Индии. Дочь Тектафа, спасла его от смерти своим молоком[114]. Оплакивает отца[115].

Топонимы и этнонимы:
- Ганг. Река[116].
- Грай. Остров в Индии[117].
- Индия. Страна[118].
- Инды. Народ[119].
- Мерон. Гора в Индии, захваченная Дионисом[120].
- Пандея. Страна. Там женщины рожали в возрасте 6 лет[121].

### Панхея
- Аммон. Царь, изгнавший с Панхеи три племени: панхеи, океаниты и дои, и разрушивший их города Дою и Астерусию[122].
- Эак (основатель династии Эаклидов). По Евгемеру, на Панхее открыл добычу и выплавку золота[123].
- Панхея. Остров, выдуманный Евгемером.